# مونتروس
مونتروس (به اسپانیایی: Monteros) یک منطقهٔ مسکونی در آرژانتین است که در بخش مونتروس واقع شده‌است. مونتروس ۲۳٬۲۷۴ نفر جمعیت دارد.